# Otepää (obec)
Otepää (německy Odenpäh) je historické území ve stejnojmenné vysočině v Estonsku, dnes jako obec Otepää (estonsky Otepää vald) samosprávná jednotka estonského kraje Valgamaa. Obec byla vytvořena roku 1999 sloučením tehdejšího samosprávného města Otepää s okolní obcí Pühajärve. V roce 2017 byla do obce začleněna sousední obec Sangaste a části obcí Puka a Palupera.

## Poloha
Obec Otepää se rozkládá na ploše 520 km², čímž je největší obcí kraje Valgamaa. Leží ve východním výběžku kraje Valgamaa, přibližně čtyřicet kilometrů severovýchodně od Valgy a čtyřicet kilometrů jihozápadně od Tartu, v centrální části vysočiny Otepää, podle níž je pojmenována. S územím obce sousedí obce Tõrva, Valga, Kanepi, Elva, Nõo, Kambja a Antsla.

## Sídla
Obec Otepää má téměř 6,5 tisíce obyvatel, z nichž třetina žije ve městě Otepää, které je rovněž správním centrem obce. K obci dále náleží 2 městyse (Puka, Sangaste) a řada obcí: Ädu, Arula, Ilmjärve, Kääriku, Kähri, Kassiratta, Kastolatsi, Kaurutootsi, Keeni, Kibena, Koigu, Kolli, Komsi, Kuigatsi, Kurevere, Lauküla, Lossiküla, Lutike, Mäeküla, Mägestiku, Mägiste, Mäha, Märdi, Makita, Meegaste, Miti, Neeruti, Nõuni, Nüpli, Otepää, Pedajamäe, Päidla, Pilkuse, Plika, Põru, Prange, Pringi, Pühajärve, Räbi, Raudsepa, Restu, Risttee, Ruuna, Sarapuu, Sihva, Tiidu, Tõutsi, Truuta, Vaalu, Vaardi, Vana-Otepää, Vidrike.

## Příroda
Přírodní podmínky obce jsou dány jejím umístěním ve vysočině Otepää, která bývá nazývána „perlou Estonska“. Krajina je zvlněná a zvětšiny pokrytá lesem. Krajinné tvary odpovídají jejímu vzniku z usazenin modelovaných ledovcem, mezi morénovými pahorky se nachází několik jezer, z nichž největší je Pühajärv, často označované za nejkrásnější jezero Estonska.

## Hospodářství

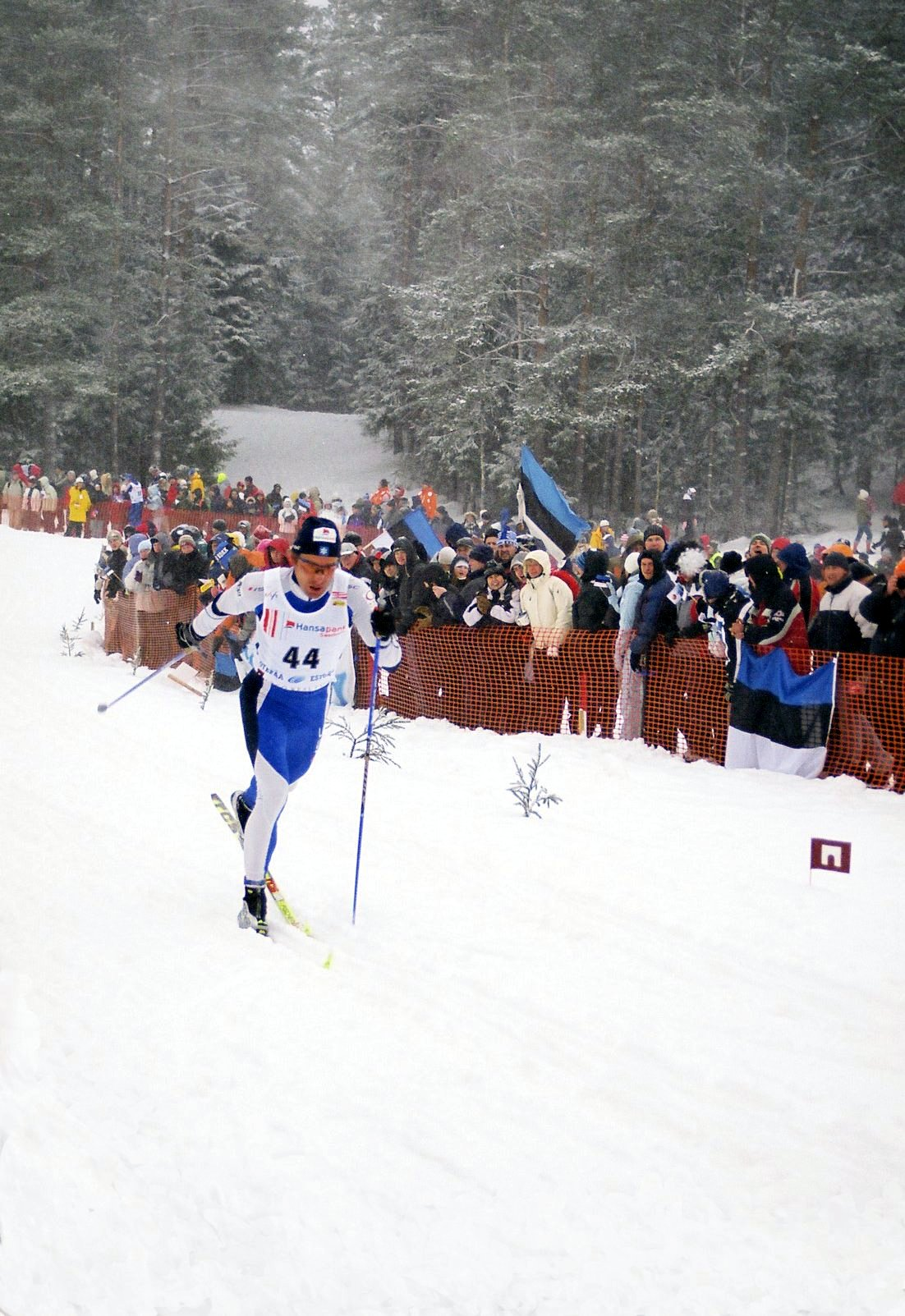
Světový pohár v běhu na lyžích

Hlavními produkčními odvětvími obce Otepää jsou sportovní turistika (lyžařské středisko Tehvandi, sportovní základna Kääriku), zemědělství a potravinářství (zpracování mléka a masa) a dřevozpracující průmysl (překližkárna FSS Plywood, výroba nábytku). 
V obci se každoročně koná světový pohár v běhu na lyžích a jezdí se zde také vrcholné závody v biatlonu.